# Sophronica ochreovitticollis
Sophronica ochreovitticollis là một loài bọ cánh cứng trong họ Cerambycidae.